# Сольдеу
Сольдеу (кат. Soldeu) — містечко з церковним приходом громади Канільйо, Андорра. Центр гірськолижного спорту.

## Короткий опис

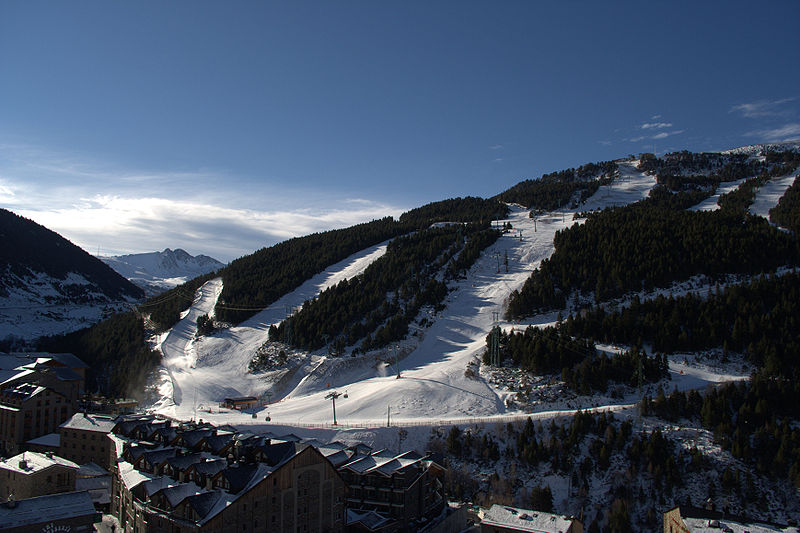
Містечко та лижний курорт Сольдеу

Основні події та активність в Сольдеу відбуваються в зимові місяці, коли приїжджають лижні туристи. Катання на лижах відбувається на 193 кілометровому лижному районі Грандваліра, найбільшому районі в Піренеях. Сюди можна дістатися з Енкампа, Канільйо, Ель Тартера, Грау Роч, Пас-де-ла-Кази та Порте дес Нієжеса. Лижна школа Сольдеу має чимало англомовних інструкторів та свого часу здобула нагороду за якість навчання.
Містечко розташоване на висоті 1710 метрів над рівнем моря, а верхня межа району для лижного катання розташована на висоті 2580 метрів. Кабіна підйомника з містечка піднімається на висоту 2250 метрів, на якій розташовані гірськолижна та сноубордна школи та ресторани. Звідси можна піднятися до верхньої точки підйомника Ель Тартер або самого села Ель Тартер схилом «gall de bosc» з синім рейтингом.
У містечку є бари і ресторани, зокрема заклади індійської кухні. Сольбеу орієнтоване на сімейний відпочинок більше, ніж сусіднє Пас-де-ла-Каса. Є лижні магазини та ексклюзивний магазин сноубордів, що називається «Loaded». Офіційна мова — каталонська. Завдяки великому числу туристів з Англії та Ірландії, англійська мова широко представлена в магазинах та ресторанах.

## Клімат
Селище знаходиться у зоні, котра характеризується морським кліматом. Найтепліший місяць — липень із середньою температурою 12.2 °C (54 °F). Найхолодніший місяць — січень, із середньою температурою -2.8 °С (27 °F).
| Клімат Сольдеу          | Клімат Сольдеу | Клімат Сольдеу | Клімат Сольдеу | Клімат Сольдеу | Клімат Сольдеу | Клімат Сольдеу | Клімат Сольдеу | Клімат Сольдеу | Клімат Сольдеу | Клімат Сольдеу | Клімат Сольдеу | Клімат Сольдеу | Клімат Сольдеу |
| Показник                | Січ.           | Лют.           | Бер.           | Квіт.          | Трав.          | Черв.          | Лип.           | Серп.          | Вер.           | Жовт.          | Лист.          | Груд.          | Рік            |
| Середній максимум, °C   | 0,6            | 0,6            | 2,8            | 5              | 9,4            | 13,9           | 18,3           | 17,2           | 14,4           | 9,4            | 3,9            | 1,1            | 8,1            |
| Середня температура, °C | −2,8           | −2,8           | −1,1           | 0,6            | 5              | 8,9            | 12,2           | 11,7           | 9,4            | 5              | 0,6            | −2,2           | 3,7            |
| Середній мінімум, °C    | −6,7           | −6,7           | −5,6           | −3,9           | 0              | 3,3            | 5,6            | 6,1            | 4,4            | 0,6            | −3,3           | −5,6           | −1             |
| Норма опадів, мм        | 114            | 97             | 100            | 106            | 132            | 112            | 78             | 105            | 102            | 124            | 141            | 118            | 1329           |
| ----------------------- | -------------- | -------------- | -------------- | -------------- | -------------- | -------------- | -------------- | -------------- | -------------- | -------------- | -------------- | -------------- | -------------- |
| Джерело: Weatherbase    |                |                |                |                |                |                |                |                |                |                |                |                |                |